# زهرة الدم الزغباء
زهرة الدم الزغباء (الاسم العلمي: Haemanthus pubescens) هي نوع من النباتات تتبع جنس زهرة الدم من فصيلة النرجسية. تم وصف هذا النوع من النبات علمياً لأول مرة من قبل كارولوس لينيوس الأبن سنة 1782.